# Милтенберг
 Тази статия е за града в Германия.  За окръга вижте Милтенберг (окръг).  
Милтенберг (на немски: Miltenberg) е областен град в Долна Франкония (Unterfranken) в Бавария, Германия с 9298 жители (към 31 декември 2016).
Намира се на река Майн. Милтенберг е от 1816 г. в Бавария.